# Gabriel Olaseni
Abodunrin Gabriel Olaseni (Londres, 29 de diciembre de 1991) es un jugador de baloncesto británico que pertenece a la plantilla del Mersin MSK de la BSL turca. Con 2,08 metros de altura juega en la posición de pívot. Es internacional absoluto con Gran Bretaña.

## Trayectoria

### Instituto
Se formó en la Sunrise Christian Academy, situada en Wichita, Kansas, siendo entrenado por Kyle Linstead.
Promedió como senior 10,3 puntos (72 % en tiros de 2), 8,3 rebotes, 1,2 asistencias y 4,2 tapones en 28 partidos. Ayudó al equipo a ganar la National Association of Christian Athletes Division I (NACA). Fue nombrado NACA All-America y mejor defensor de la NACA y elegido en el mejor quinteto del torneo Colby Orange and Black.

### Universidad
Tras graduarse en 2011, asistió a la Universidad de Iowa, situada en Iowa City, Iowa, donde cumplió su periplo universitario de cuatro años (2011-2015).
Freshman
En su primera temporada, su año freshman (2011-2012), jugó 18 partidos (ninguno como titular) con los Hawkeyes con un promedio de 1,4 puntos (61,5 % en tiros libres) y 1,2 rebotes en 5 min.
Anotó 8 puntos (máxima de la temporada) y cogió 4 rebotes en la victoria contra los Chicago State Cougars. Metió 8 puntos (4-5 de 2; máxima de la temporada) y puso 3 tapones (máxima de la temporada) en la victoria contra los Central Arkansas Bears. Robó 2 balones (máxima de la temporada) contra los Penn State Nittany Lions.
Sophomore
En su segunda temporada, su año sophomore (2012-2013), jugó 37 partidos (ninguno como titular) con los Hawkeyes con un promedio de 2,7 puntos (52,1 % en tiros de 2 y 69,4 % en tiros libres), 2,6 rebotes y 1 tapón en 10,6 min. Recibió el premio al jugador más mejorado del equipo.
Metió los 15 primeros tiros libres que intentó. Cogió 7 o más rebotes en 4 ocasiones. Promedió 4 tapones en los dos últimos partidos de los Hawkeyes (Illinois Fighting Illini y Nebraska Cornhuskers). Marcó 6 puntos, cogió 10 rebotes (máxima de la temporada) y puso 4 tapones en la victoria contra los South Carolina State Bulldogs. Anotó 14 puntos (máxima de la temporada), atrapó 7 rebotes y colocó 2 tapones en la victoria contra los Coppin State Eagles. 
Metió 4 puntos en los dos partidos del torneo de la Big Ten Conference. Puso 7 tapones (máxima de su carrera universitaria; 7ª mejor marca de la historia de la universidad) en la victoria contra los Illinois Fighting Illini. Colocó 3 tapones y dio 3 asistencias (máxima de su carrera universitaria) en la victoria en casa contra los Nebraska Cornhuskers.
Finalizó la temporada en la Big Ten Conference como el 11º en tapones totales (36), el 12º máximo taponador y el 19º en partidos disputados.
Júnior
En su tercera temporada, su año júnior (2013-2014), jugó 33 partidos (ninguno como titular) con los Hawkeyes con un promedio de 6,5 puntos (50 % en tiros de 2 y 73 % en tiros libres), 4,9 rebotes y 1,3 tapones en 16,7 min.
Lideró al equipo y fue el 2º de toda la Big Ten Conference en rebotes ofensivos por partido (2,5 por partido). Fue uno de los cuatro únicos jugadores del país (con un mínimo de 160 rebotes) con más rebotes ofensivos (82) que defensivos (81). Anotó 10 o más puntos en 9 ocasiones. Puso al menos 3 tapones en 7 ocasiones. Fue el máximo taponador saliendo desde el banquillo de la Big Ten Conference. Hizo 4 dobles-dobles a lo largo de la temporada (Xavier Musketeers, Fairleigh Dickinson Knights, Northwestern Wildcats y Illinois Fighting Illini), siendo el 1º en dobles-dobles del equipo y de la Big Ten Conference (saliendo desde el banquillo).
Metió 10 de los últimos 13 tiros libres intentados (76,9 %) en los ocho últimos partidos. Anotó 8 puntos, cogió 5 rebotes y puso 5 tapones (máxima de la temporada) en la victoria contra loa UNC Wilmington Seahawks. Promedió 5,3 puntos (90,9 % en tiros libres; 10-11) y 8 rebotes en el torneo Battle 4 Atlantis. Metió 15 puntos (máxima de la temporada), cogió 12 rebotes (máxima de la temporada) y anotó 9 (máxima de la temporada) de los 10 tiros libres (máxima de la temporada) que intentó, en la victoria contra los Illinois Fighting Illini. Promedió 9,7 puntos en los 6 partidos que jugó la universidad por Europa en el verano de 2013.
Finalizó la temporada en la Big Ten Conference como el 4º en rebotes ofensivos totales (82), el 8º en tapones totales (43) y el 9º máximo taponador.
Sénior
En su cuarta y última temporada, su año sénior (2014-2015), jugó 34 partidos (1 como titular) con los Hawkeyes con un promedio de 8,1 puntos (52 % en tiros de 2 y 75 % en tiros libres), 4,8 rebotes y 1,6 tapones en 18,6 min. A final de temporada fue nombrado sexto hombre del año de la Big Ten Conference. También recibió el premio a jugador defensivo del año del equipo, junto con Jarrod Uthoff.
Fue el cocapitán del equipo. Fue el 2º máximo anotador de la Big Ten Conference saliendo desde el banquillo. Los Hawkeyes tuvieron un récord de 10-2 cuando Olaseni promediaba más de 10 puntos por partido. Anotó 10 o más puntos en 12 ocasiones. Hizo 2 dobles-dobles a lo largo de la temporada (North Dakota State Bison y Alcorn State Braves). Puso 4 o más tapones en 5 partidos (Hampton Pirates, Northern Illinois Huskies, Longwood Lancers, North Florida Ospreys y Penn State Nittany Lions). Sus 11 rebotes ofensivos contra los Purdue Boilermakers, el 24 de enero de 2015, fue la 1ª vez que un jugador de la historia de la universidad cogió 10 o más rebotes ofensivos en un partido, desde Ryan Bowen en 1997. Anotó 18 puntos (máxima de su carrera universitaria) saliendo desde el banquillo en el back-to-back contra los Nebraska Cornhuskers y los Michigan State Spartans.
Anotó 10 puntos y puso 5 tapones (máxima de la temporada) en la victoria contra los Longwood Lancers. Hizo el 6º doble-doble de su carrera universitaria en la victoria contra los Alcorn State Braves (12 puntos y 10 rebotes; máximo reboteador del partido). Metió 18 puntos (máxima de su carrera universitaria) y marcó 12 (máxima de su carrera universitaria) de los 13 tiros libres (máxima de su carrera universitaria) que intentó, en la victoria en casa contra los Nebraska Cornhuskers. Anotó 9 puntos y cogió 16 rebotes (máxima de su carrera universitaria) contra los Purdue Boilermakers. Metió 6 puntos, atrapó 7 rebotes y puso 5 tapones (empatando el récord del torneo de la Big Ten Conference) contra los Penn State Nittany Lions, en la 1ª ronda del torneo de la Big Ten Conference.
Finalizó la temporada en la Big Ten Conference con el 14º mejor % de tiros libres y el 16º mejor % de tiros de 2 y fue el 6º máximo taponador, el 7º en rebotes ofensivos totales (74) y tapones totales (54) y el 20º en tiros libres anotados (90).
Disputó el Portsmouth Invitational Tournament (3 partidos con un promedio de 7,7 puntos (100 % en tiros libres), 10,7 rebotes, 1,7 asistencias, 1 robo y 3,7 tapones en 33,4 min de media)-

#### Promedios
Disputó un total de 122 partidos (1 como titular) con los Iowa Hawkeyes entre las cuatro temporadas, promediando 5 puntos (51,1 % en tiros de 2 y 72,9 % en tiros libres), 3,6 rebotes y 1,2 tapones en 13,7 min de media.
Es el 4º máximo taponador de la historia de la universidad (141 tapones). Sus 54 tapones como senior, es la 10.ª mejor marca en una temporada de la historia de la universidad. Anotó 10 o más puntos en 22 ocasiones. Hizo 6 dobles-dobles a la largo de su carrera universitaria. Sus 36 tapones como sophomore, es la 3ª mejor marca en una temporada de un sophomore de la historia de la universidad. Sus 43 tapones como junior, es la 6ª mejor marca en una temporada de un junior de la historia de la universidad. 
Terminó su periplo universitario en la Big Ten Conference como el 17º en rebotes ofensivos totales (206) y el 30.º en tapones totales.

### Profesional
Disputó la Orlando Pro Summer League de 2016 y Las Vegas Summer League de 2016 con los Miami Heat.
En la Orlando Pro Summer League de 2016 jugó 3 partidos con un promedio de 4,3 puntos (50 % en tiros de 2 y 83,3 % en tiros libres), 2,6 rebotes y 1 tapón en 13,2 min de media.
En Las Vegas Summer League de 2016 jugó 5 partidos con un promedio de 9,2 puntos (55,9 % en tiros de 2 y 72,7 % en tiros libres), 4,8 rebotes y 1,2 asistencias en 26,2 min de media.

#### Alemania
Tras no ser seleccionado en el Draft de la NBA de 2015, vivió su primera experiencia como profesional en la temporada 2015-2016, en las filas del Brose Baskets alemán, aunque abandonó el equipo en noviembre de 2015.
Disputó 9 partidos de liga y 5 de Euroliga con el conjunto de Bamberg, promediando en liga 4,3 puntos (66,7 % en tiros de 2 y 70 % en tiros libres) y 3,1 rebotes en 15,2 min de media, mientras que en la Euroliga promedió 2,4 puntos (100 % en tiros libres) y 2,8 rebotes en 13,1 min de media.
El 22 de noviembre de 2015, firmó hasta el final de la temporada 2015-2016 por el Gießen 46ers alemán.
Disputó 25 partidos de liga con el cuadro de Gießen 46ers, promediando 11,6 puntos (63,1 % en tiros de 2 y 69,1 % en tiros libres), 7 rebotes y 1,3 asistencias en 27,2 min de media.
A final de temporada recibió una mención honorable Basketball Bundesliga por Eurobasket.com.

#### Italia
El 13 de julio de 2016, fichó por el Banco di Sardegna Sassari italiano para la temporada 2016-2017.

#### Turquía
En la temporada 2019-2020, firma por el Bursaspor de la Türkiye Basketbol 1. Ligi.
En la temporada 2020-2021, se compromete con el Büyükçekmece Basketbol de la Türkiye Basketbol 1. Ligi.
El 4 de julio de 2021, firma por el Darüşşafaka S.K. de la Türkiye Basketbol 1. Ligi, siendo su tercera temporada consecutiva en el baloncesto turco.
El 28 de junio de 2023 firmó con los London Lions de la British Basketball League (BBL).
El 6 de julio de 2024 regresó al baloncesto turco para firmar con el Mersin MSK de la Basketbol Süper Ligi (BSL).

### Selección nacional
Participó en el FIBA EuroBasket 2017 promediando 16,8 puntos y 11,2 rebotes (8,8 defensivos, siendo la mejor marca del campeonato). En el encuentro ante Letonia, anotó 23 puntos con un (10/11) en tiros de campo.
En septiembre de 2022 disputó con el combinado absoluto británico el EuroBasket 2022, finalizando en vigesimocuarta posición.